# Macropsis declivus
Macropsis declivus är en insektsart som beskrevs av Evans 1941. Macropsis declivus ingår i släktet Macropsis och familjen dvärgstritar. Inga underarter finns listade i Catalogue of Life.